# Gerris lacustris
Gerris lacustris (Linnaeus, 1758), conhecido pelo nome comum de alfaiate, (na ilha da Madeira por skinny) é uma espécie de hemíptero heteróptero da família Gerridae, comum sobre a superfície dos corpos de água doce da Europa, incluindo a Península Ibérica. Com 2–3 cm de comprimento, tem na cabeça duas antenas compridas e grandes olhos.

## Historia natural
Encontra-se sobre a superfície das águas doces entre Abril e Novembro, sendo também abundante em árvores, arbustos e numa ampla gama de plantas herbáceas. Apesar de preferir as águas paradas (lênticas), é capaz de nadar com firmeza em águas correntes (lóticas) desde que a velocidade seja baixa.
Estes insectos deslizam sobre a água apoiando-se no seu longo segundo par de patas, enquanto que que o par posterior é utilizado como leme. Ambos pares de patas possuem uma pequena almofada apical formada por pêlos hidrófobos, que consegue formar uma minúscula bolsa de ar sobre a superfície da água, o que associado ao efeito da tensão superficial mantém o animal em flutuação, permitindo-lhe literalmente caminhar sobre a água.
A espécie é predadora, alimentando-se de outros insectos, que captura com as patas dianteiras.
Passa o inverno abrigado sob a vegetação próxima da água. No princípio da primavera, a fêmea deposita os ovos sobre as plantas aquáticas.